# Ernest Chénière
Ernest Chénière, né le 26 avril 1945 à Rivière-Salée (Martinique), est un homme politique et chef d'établissement scolaire français.

## Biographie
Il est avant tout connu pour avoir été confronté, en tant que principal du collège Gabriel Havez de Creil, à la première « affaire du voile islamique » en France en 1989.
Membre du RPR, il est élu député de la 3e circonscription de l'Oise de 1993 à 1997. Il siège à la commission des Lois constitutionnelles, de la Législation et de l'Administration générale de la République de 1993 à 1994, puis à la commission des Affaires culturelles, familiales et sociales de 1994 à 1997. 
En 1993, il s'oppose à la politique de prévention de la contamination des toxicomanes par le virus du sida que mènent alors Simone Veil, ministre des Affaires sociales, et Philippe Douste-Blazy, ministre délégué à la Santé. Appelant à la « résistance » contre « le chantage au sida » que pratiquent, selon lui, les consommateurs et les trafiquants de drogue, il regrette qu'« une minorité de marginaux homosexuels et toxicomanes, remarquablement organisés, [aient] lancé une puissante campagne pour faire passer dans le droit non écrit, sous la pression, la légalisation objective de leurs perversions et de leurs déviances ». L'élu se déclare également partisan de « mettre en prison les défenseurs de l'usage du cannabis ». 
Battu aux élections cantonales et aux élections municipales à Creil, en 1997, après avoir fait un appel du pied au FN, avec lequel il préconisait un rapprochement, il réintègre l’Éducation nationale et est nommé proviseur du lycée de Saint-Witz, dans le Val-d'Oise.
Il revient en politique à l'occasion des élections régionales de 2021 dans les Pays de la Loire, en étant candidat sur la liste de Debout la France pour le Maine-et-Loire.